# Mosonmagyaróvár
Mosonmagyaróvár [mošonmaďaróvár] (historicky německy Wieselburg-Ungarisch Altenburg, česky Mošon-Uherské Staré Hrady) je okresní město (původně dvojměstí) v severozápadním Maďarsku v župě Győr-Moson-Sopron. Leží na soutoku Litavy a Mošoňského Dunaje, nedaleko rakouských a slovenských hranic. Žije zde okolo 33 tisíc obyvatel, jde o třetí největší město župy po Rábu a Šoproni.

## Geografie
Město se nachází v ploché krajině Malé dunajské kotliny, v nadmořské výšce okolo 115 m. Protéká jím řeka Litava, která zde končí svůj tok ústím do Mošoňského Dunaje, což je pravé rameno veletoku Dunaje. K centru města zasahuje ještě kanál Litavy s názvem Malom-gál. Východně od města leží Malý žitný ostrov, jižně pak lesnatá lužní oblast Hanság. Hranice se Slovenskem leží jen 20 km severně od města.

## Podnebí a klima
Stejně jako v celé Panonské nížině je i zde klima mírné a teplé. Počet slunečních dní za rok zde činí cca 185, sněhová pokrývka zůstává po 35-40 dní v roce. Nejčastěji prší v červnu a v červenci, méně prší (a sněží) v lednu. Průměrná roční teplota se pohybuje mezi 9,5–10,5 °C, zimní průměr zde činí 3,3 °C, v lednu potom 2,1 °C. Rozvodněné řeky bývají buď na jaře (při tání ledu) a nebo v létě po vydatných deštích.

## Název
Název města sestává ze dvou částí, které odkazují na dvě dříve samostatná města. Tedy Moson- (Mošoň) a Óvár (Staré hrady). Název Mošoň je nejspíše slovanského původu a odkazuje na močál, podmáčené okolí Dunaje. Druhá část, Óvár odkazuje nejspíše na římskou kolonii nebo nějaké dřívější opevnění, které zde stálo v době příchodu Maďarů do Karpatské kotliny. Později byl druhý název doplněn od přívlastek uherský (-magyar-). V rámci Rakousko-Uherska umožňoval město odlišit v němčině od Bad Deutsch-Altenburgu, který leží nedaleko od Vídně. Jejich složením potom vznikl dnešní název. 
Historický český název Mošon-Uherské Staré Hrady vznikl doslovným překladem tohoto názvu, stejně tak i název německý. Německý název je poprvé doložen v podobě Altenburch v roce 1271. Na historických mapách a vedutách se nicméně objevuje jen kratší podoba názvu Altenburg.

## Historie
Již v 1. století založili Římané na strategickém místě na soutoku tábor nazvaný Ad Flexum (doslova „K zátočině“), který zde existoval až do 4. století. Stál hned pod vrcholkem, na kterém stojí nejstarší část Magyaróváru. Byl součástí dunajského limu, linie opevnění na severní hranici impéria.
Po příchodu Slovanů v rámci Stěhování národů zde stál hrad s názvem Misia, který střídal své vlastnictví mezi rukama Slovanů a Bavorů. V roce 895 hrad vyplenil kníže Svatopluk.
Vznik osídlení zde inicioval sv. Štěpán, který měl eminentní zájem na ochraně západní hranice Uher před případnými nájezdy. Lokalita se pak stala střediskem uherské Mošoňské župy. Původně se jednalo o dvě sousedící sídla: Moson, původní župní hrad, podle nějž se území nazývalo, a severněji položený Óvár, kde od 13. století sídlila župní správa. Název byl později rozšířen přídomkem Magyar- („uherský“ či „maďarský“) na odlišení od nedalekého „Německého Starého hradu“ (Deutsch-Altenburg). 8. května 1271 se u města odehrála jedna z předeher bitvy u Rábu, v níž vojsko českého krále Přemysla Otakara II. porazilo vojsko uherského krále Štěpána V.

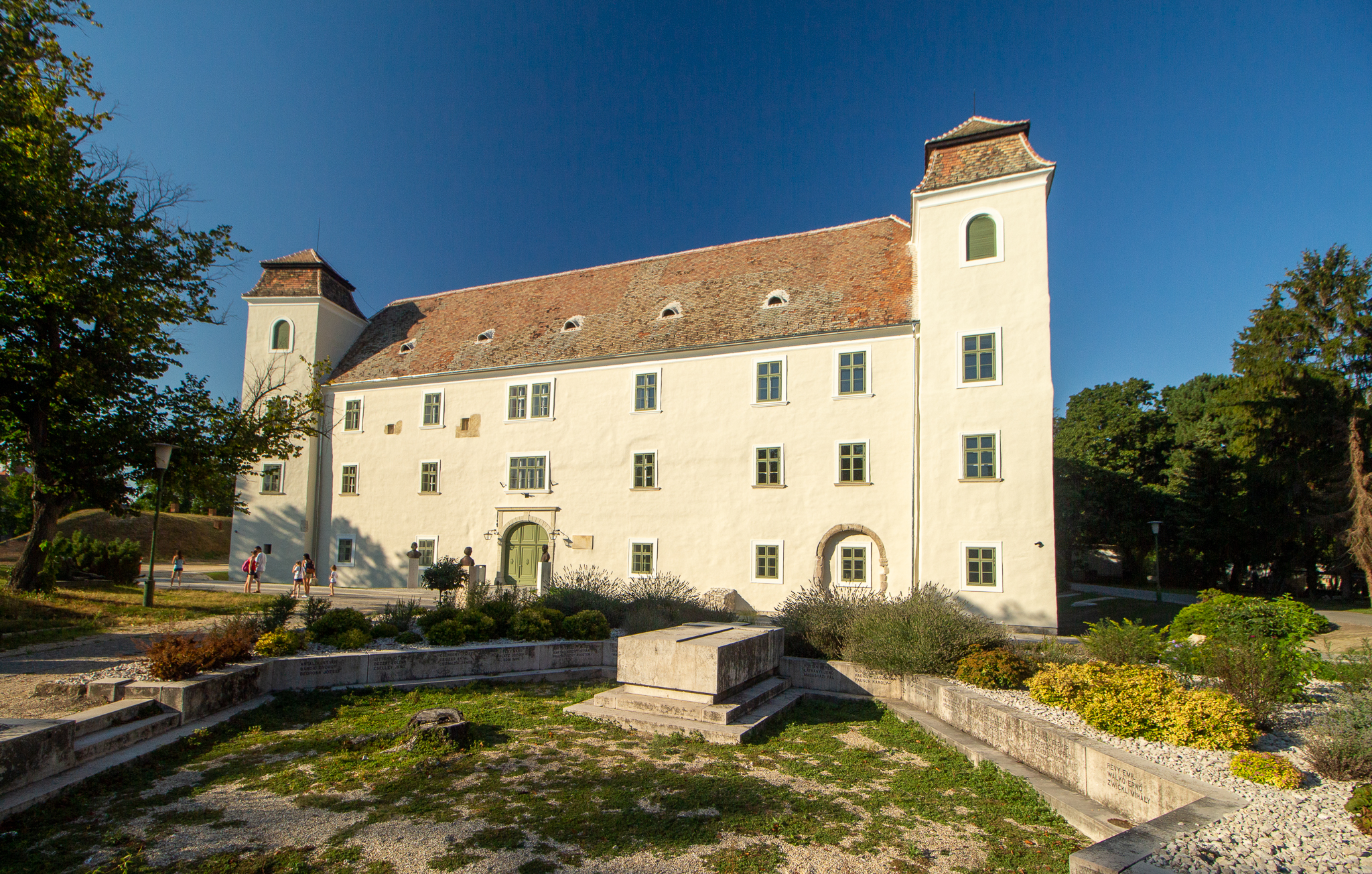
Hrad Magyaróvár

V roce 1529 bylo při postupu tureckého vojska směrem na Vídeň jedno z měst vypáleno. Hrad bránila německá posádka s českými vojáky, kteří před Turky utekli. Lehl popelem tehdejší románský kostel i archiv spisů. V roce 1536 byla pevnost v Magyaróváru opět obsazena sultánem Sulejmanem, obránci byli vzati do zajetí. Kromě Čechů a Němců zde bojovali také i italští žoldnéři. Uherský král v roce 1583 následně dekretem rozhodl, aby obránci byli převážně Maďaři.
V polovině 16. století, kdy město bylo jedním z mála, které nepadlo pod turecký vliv, se obrátilo místní obyvatelstvo k protestantismu. V této době zde působil také Gál Huszár, učenec, který nechal založit školu i tiskárnu. Pracoval zde rovněž i na kancionálu, který ale vydal až později v Debrecínu, kam se musel kvůli protireformačním tlaků přesídlit.
Místní hrad byl v roce 1594 opraven a jeho fortifikační prvky byly vylepšeny na základě práce tehdejších italských architektů. Původní myšlenka vybudování velkolepého opevnění okolo celého historického Magayróváru nebyla uskutečněna. Místní opevnění mělo mimořádný strategický význam po pádu Győru do tureckých rukou v témže roce, neboť nová hranice s Turky se nacházela východně od města.
V roce 1683 bylo při ústupu Turků směrem zpět do Uher po porážce u Vídně město vypáleno Osmany znovu. Po skončení Rákócziho povstání bylo vybavení z místní pevnosti převezeno do Pošně (Bratislavy). Došlo k hospodářské obnově města, rozvíjel se především obchod s obilím, které bylo překládáno z lodí a na lodě na Dunaji. Důležitý význam měla výstavba silnice, která směřovala do Vídně. 
V první polovině 19. století žilo v Magyaróváru okolo dvou tisíc obyvatel. V roce 1835 založil Sándor Czéh ve městě úspěšnou knihtiskařskou dílnu. Činnost rodáka z Gyõru postupně přerostla do podoby plnohodnotné tiskárny, která existovala zhruba sto let a která se věnovala mimo jiné i tisku maďarsko-německých slovníků (v této době byla velká část obyvatelstva obou měst německé národnosti). Roku 1842 byl místní sklad obilí přebudován na cukrovar. Svoji úlohu plnil až do 70. let 19. století.

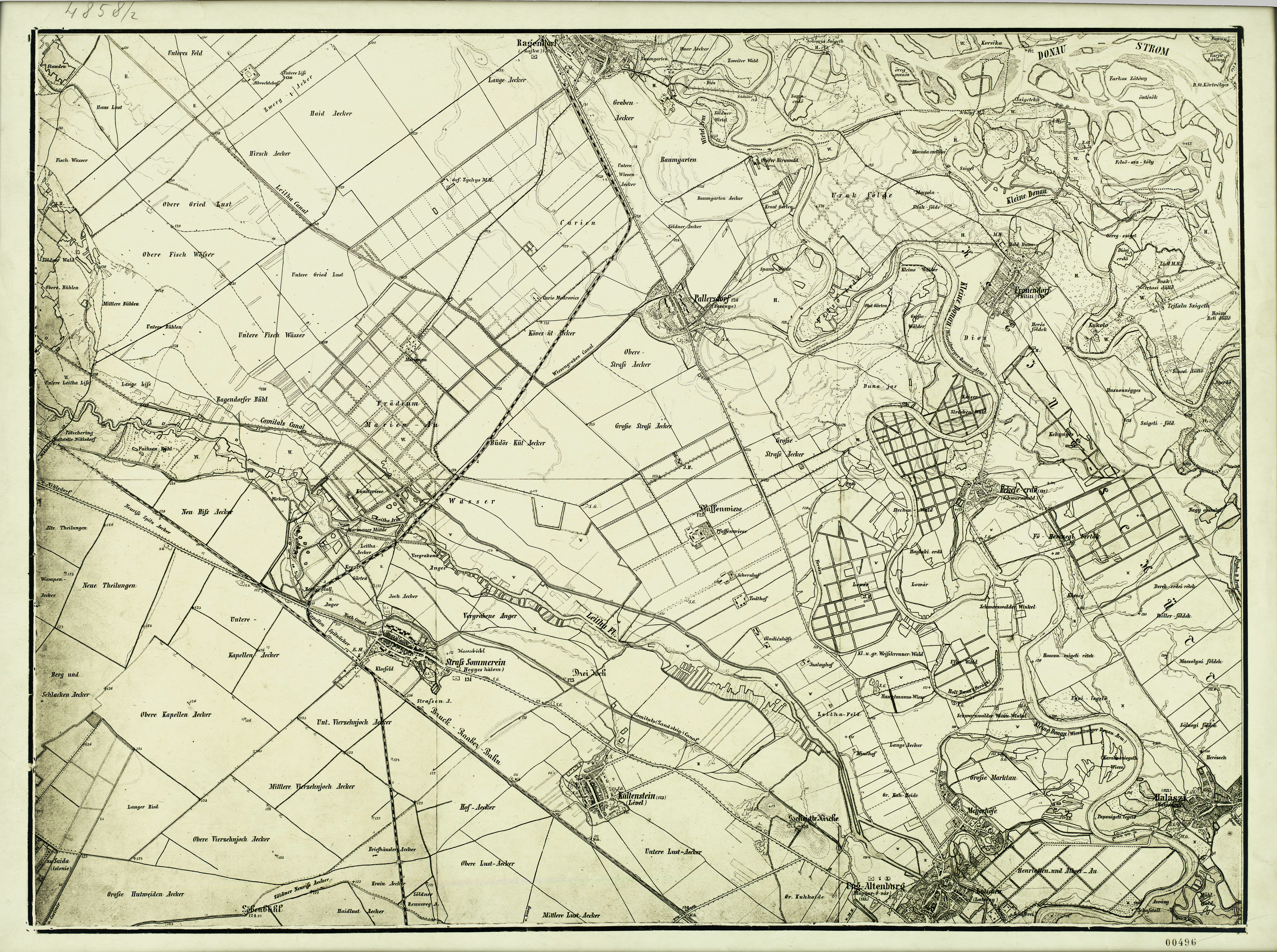
Obě města na mapě z roku 1873

Město zasáhly také události revolučního roku 1848. V létě 1848 zde byla zorganizována stráž z obyvatel obou osad, která byla dne 4. října nucena ustoupit před Jelačićovým vojskem. Dne 23. října pronesl Lajos Kossuth z balkonu arcivévodského paláce projev, ve kterém vyzval Maďary ke vstupu do řad vojska. V prosinci město znovu dobyl generál Windischgrätz a stvrdil tak habsburskou nadvládu nad oběma městy.
Roku 1852 získal Moson železniční stanici na trati z Budapešti do Vídně (dnes železniční trať Budapešť–Rajka). V dalším roce zde vznikla také opravna strojů, která se později změnila na továrnu na zemědělské stroje. Iniciátorem její výstavby byl Ede Kühne. V této době se také z vybíraných daní začalo financovat dláždění dosud prašných ulic. Značně se zvyšoval počet obyvatel, v něm byli zastoupeni také Židé, kteří se soustředili v jedné konkrétní části města okolo ulice Ostermayer utca. Na přelomu století bylo také upraveno koryto Mošoňského Dunaje; ve Starých Hradech bylo např. zasypáno částečně slepé rameno řeky. Dnes jeho existenci připomíná jen ulice s názvem Vízpart utca, která kopíruje jeho trasu. Staré rameno je dobře patrné na mapách třetího vojenského mapování. Západně od města vedl tzv. Župní kanál (německy Comitats-canal), který později zanikl.
V závěru 19. století postupovala industrializace dál; v roce 1899 si zde zřídila pobočku Hirtenbergova továrna na munici. Roku 1913 tu potom začala fungovat velká zbrojovka, která byla po Trianonské smlouvě zrušena a její areál z velké části zbourán.
V roce 1904 byla k Mosoni připojena obec Lúcsony, která se nachází v bezprostřední blízkosti hradu.
V roce 1919 byl Magaróváru udělen status města. Župním městem byl Magyaróvár až do roku 1923, kdy byl maďarský zbytek Mošoňské župy sloučen do župy Győr-Moson-Pozsony s centrem v Rábu. Roku 1939 byly Moson a Magyaróvár administrativně spojeny do jednoho města Mosonmagyaróvár. O sjednocení obou měst se poprvé začalo mluvit již v roce 1908, nakonec byl plán schválen roku 1939 ale realizaci nakonec zabránila až válka. V 20. a 30. letech byla také rozvíjena infrastruktura, např. vybudován vodovod. V roce 1923 zde byla zahájena výroba zubních nití, o tři roky později potom začaly být v průmyslovém rozsahu zde vyráběny i zubní kartáčky. Dlouhou a palčivou nezaměstnanost meziválečného Maďarska zde odstranily nakonec velké státní investice těsně před druhou světovou válkou. Průmysl a stavebnictví zaměstnávaly těsně před vypuknutím konfliktu 47,5 % práceschopného obyvatelstva.
Až do druhé světové války žilo v Mosonmagyaróváru mimo jiné také německé obyvatelstvo (cca okolo tří tisíc osob), které bylo roku 1946 vysídleno. Přítomno zde také několik set Židů, kteří ale byli za války odvezeni transporty smrti koncentračních táborů, především v dnešním Polsku. V roce 1944 zde bylo zřízeno židovské ghetto, poté byli Židé odvezeni do Győru a poté na území dnešního Polska. Stahující se německá armáda v březnu 1945 nechala vyhodit do povětří místní mosty a místní vysílač. Dne 1. dubna města dosáhla Rudá armáda postupující od Budapešti.

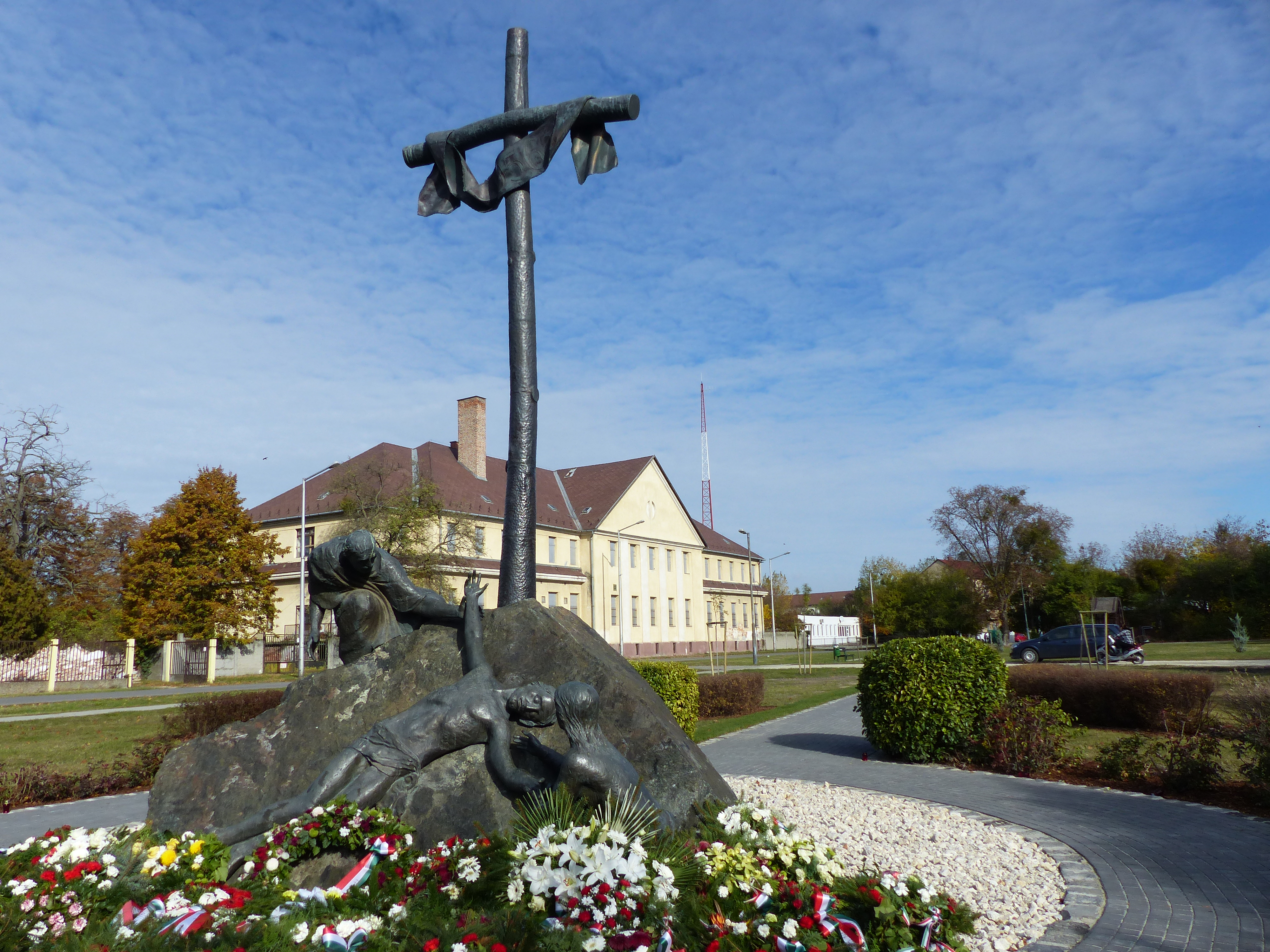
Památník událostí z roku 1956

Poválečná obnova nebyla snadná. Nedostávalo se pracovních sil a zdrojů. Řada komunikací byla opravována jen provizorně do doby, než se podařilo zrealizovat např. nové mosty nebo silnice. V roce 1959 získalo nově spojené sídlo svůj moderní urbanistický plán, který počítal s vytvořením nového městského středu v tehdy prázdné ploše mezi oběma centry. Dnes jsou urbanisticky již obě části nedílně srostlé, mimo jiné také díky výstavbě panelového sídliště po druhé světové válce (Városközpont), nového centra města. Za deset let zde bylo zbudováno skoro tři sta bytů. Pro nové sídliště byla zbourána část staré cihelny a továrnická vila. V roce 1960 překročil počet obyvatel města hodnotu dvaceti tisíc. Od roku 1969 se v Mosonmagyaróváru nachází také termální koupaliště. Termální prameny zde byly objeveny o tři roky dříve, v roce 1967 byly prohlášeny za léčivé. 
Během událostí roku 1956, se uskutečnila v Mosonmagyaróváru demonstrace před místními kasárnami pohraniční stráže. Demonstraci ukončila operace jednotek tajné policie (ÁVH), která střelbou rozehnala dav. Zemřelo okolo padesáti lidí. Po této události z města utekla celá řada jeho občanů na západ do Rakouska. V samotném městě potom probíhaly tvrdé represe proti těm, kteří se protestů účastnili.
V rámci ekonomické transformace v 90. letech 20. století i později se město stalo jedním z ekonomicky silnějších v rámci Maďarska.[zdroj?] To také umožnilo příliv nových obyvatel z ekonomicky méně rozvinutých částí země především na jejím východě. Podstatným způsobem se rozvinulo místní lázeňství, které láká do města řadu návštěvníků také ze zahraničí. Renovováno bylo rovněž i centrum města v rámci něhož vznikla i nová pěší zóna.
V roce 2023 zde bylo v souvislosti s evropskou energetickou krizí způsobenou válkou na Ukrajině uvedeno do provozu geotermální vytápění.

## Ekonomika

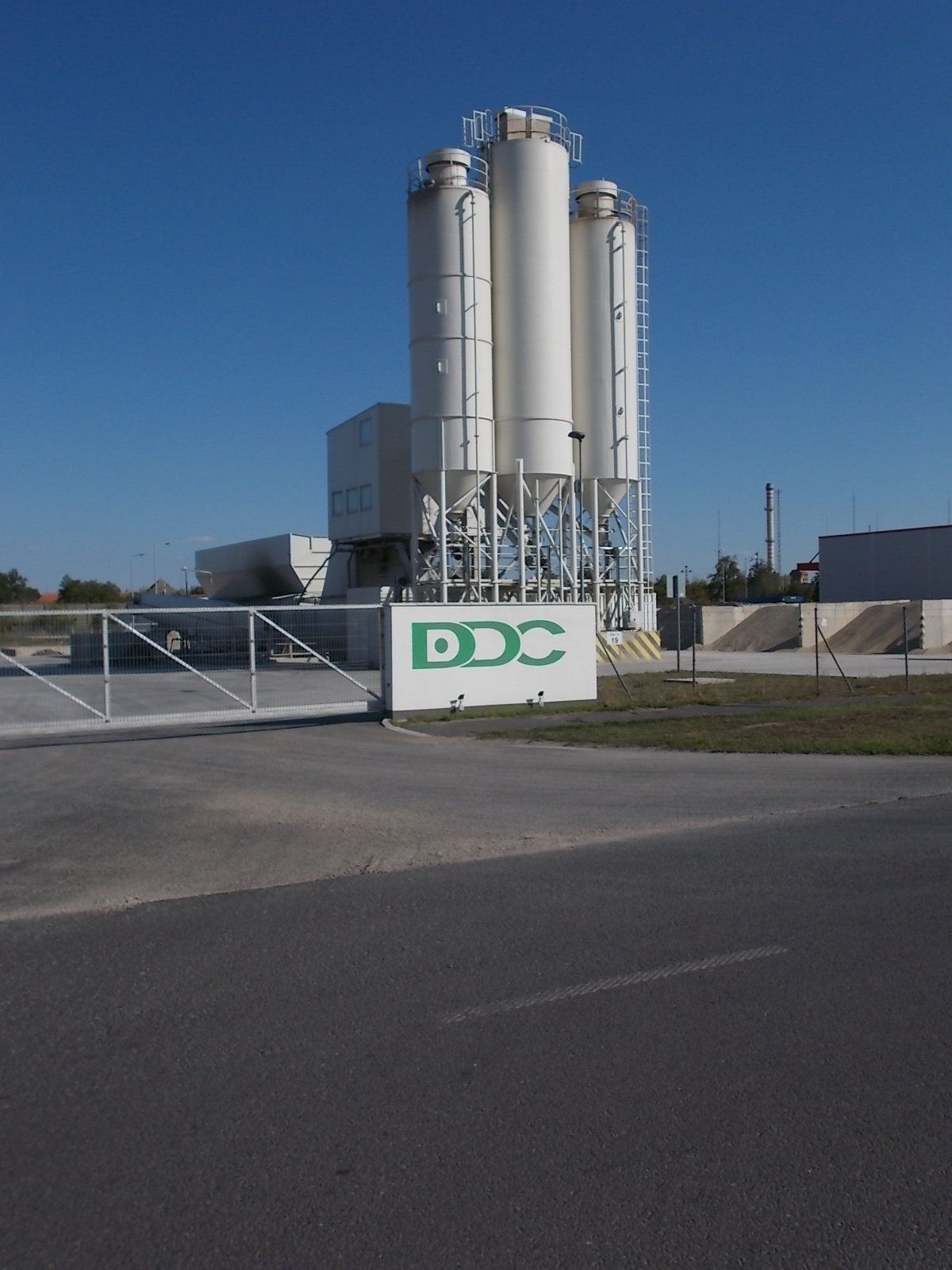
Betonárka v Mosonmagyaróváru

Nachází se zde továrna společnosti MOTIM, která se zabývá výrobou hliníkových výrobků. Průmyslové areály jsou umístěny na západním okraji města, ve čtvrti Ipartelep (průmyslová čtvrť), poblíž železniční trati. Potravinářský průmysl je rovněž zastoupen (výrobou sýrů).
Kromě již zmíněné turistiky i významné role díky hlavním dopravním tahům je v Mosonmagyaróváru také značný počet zubařů, především díky klientele ze sousedního Rakouska, která do města dojíždí.
Západně od města stojí větrný energetický park s 37 turbínami. Jedná se o největší areál svého druhu na území Maďarska.

## Kultura a památky
- Poblíž centra města (v místní části Károlyliget) se nachází vyhledávaný rekreační komplex s termálními lázněmi, plovárnou, hotely a kempem.[14]
- barokní zámek patřící rodu Rákócziů, který byl rekonstruován roku 2020.[15] Jeho součástí je také rozsáhlé opevnění.
- barokní kostel v centru Magyaróváru.
- Sloup se sv. Janem Nepomuckým (1744).
- muzeum oblasti Hanság (maďarsky Hansági múzeum) v Cselleyově domě.
- kaple svaté Anny východně od hradu
- Piaristický klášter (v domě Habsburg-ház). Dnes v části areálu sídlí škola.
- Kaple hrdinů (maďarsky Hősök kápolnája)
- Evangelický kostel na jižním okraji historického centra Magyaróváru.
- Kaple sv. Rozálie (maďarsky Szent Rozália kápolna)
- Kaple Povýšení sv. Kříže, postavená během 1. světové války jako součást dočasných kasáren, dnes chráněná jako kulturní památka
- Poštovní úřad na adrese Városkapu 1 podle projektu architekta Bély Hőnela
- Muzeum mošoňské župy (maďarsky Mosonvármegyei Múzeum), v novém centru města.

Ve městě se pořádá pravidelně největší festival maket v celém regionu Střední Evropy.

## Doprava

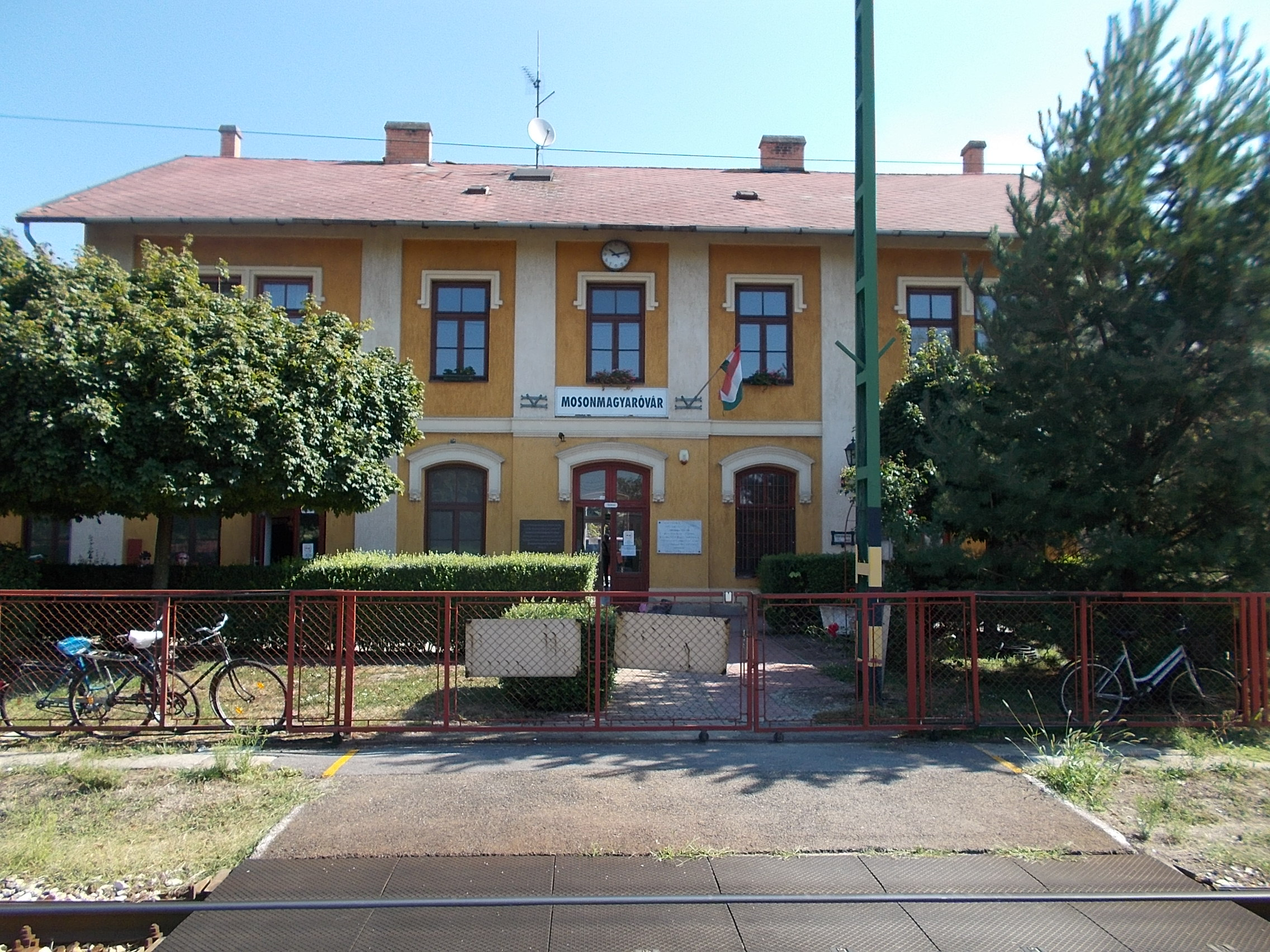
Železniční stanice

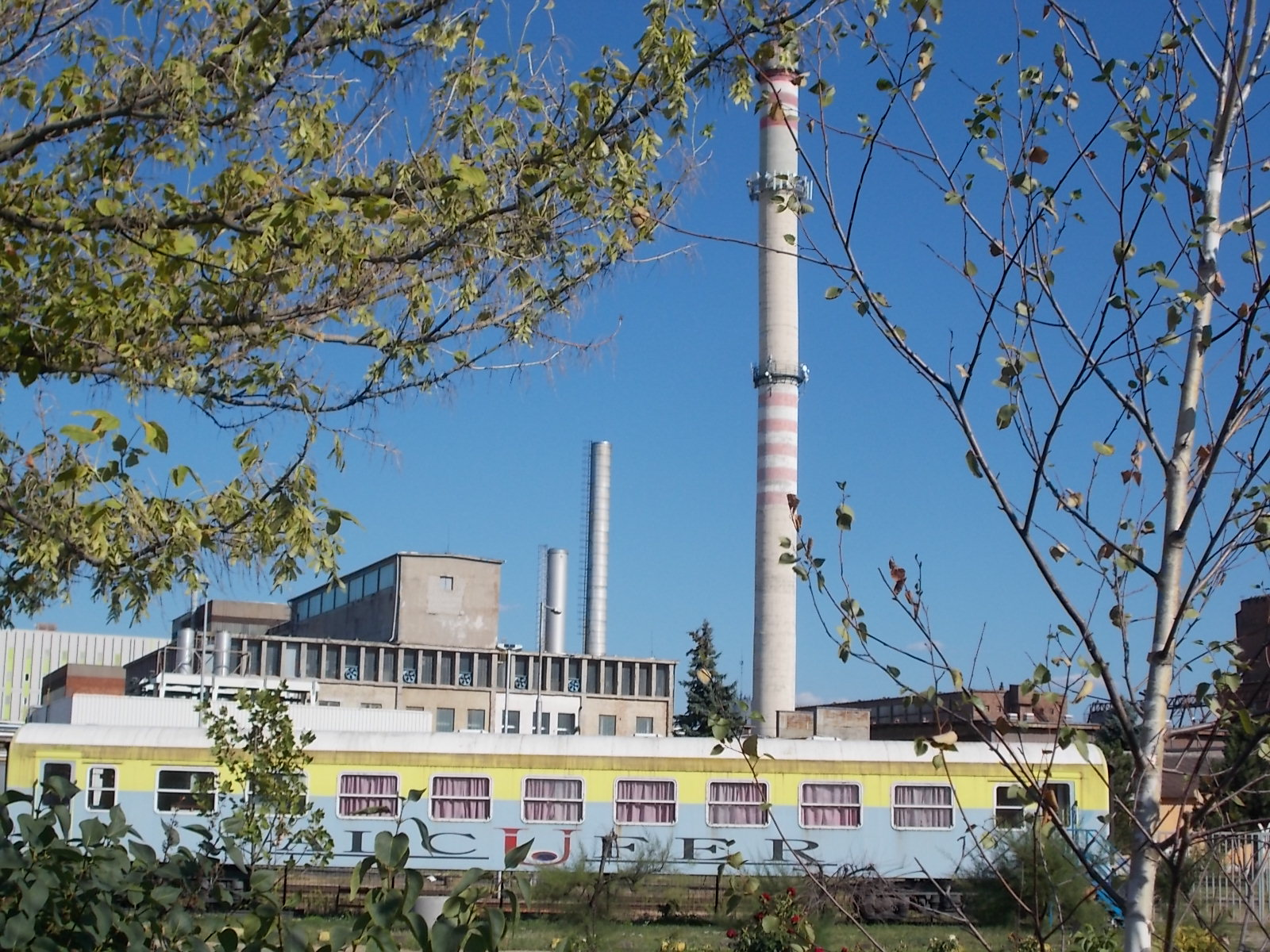
Továrna společnosti MOTIM

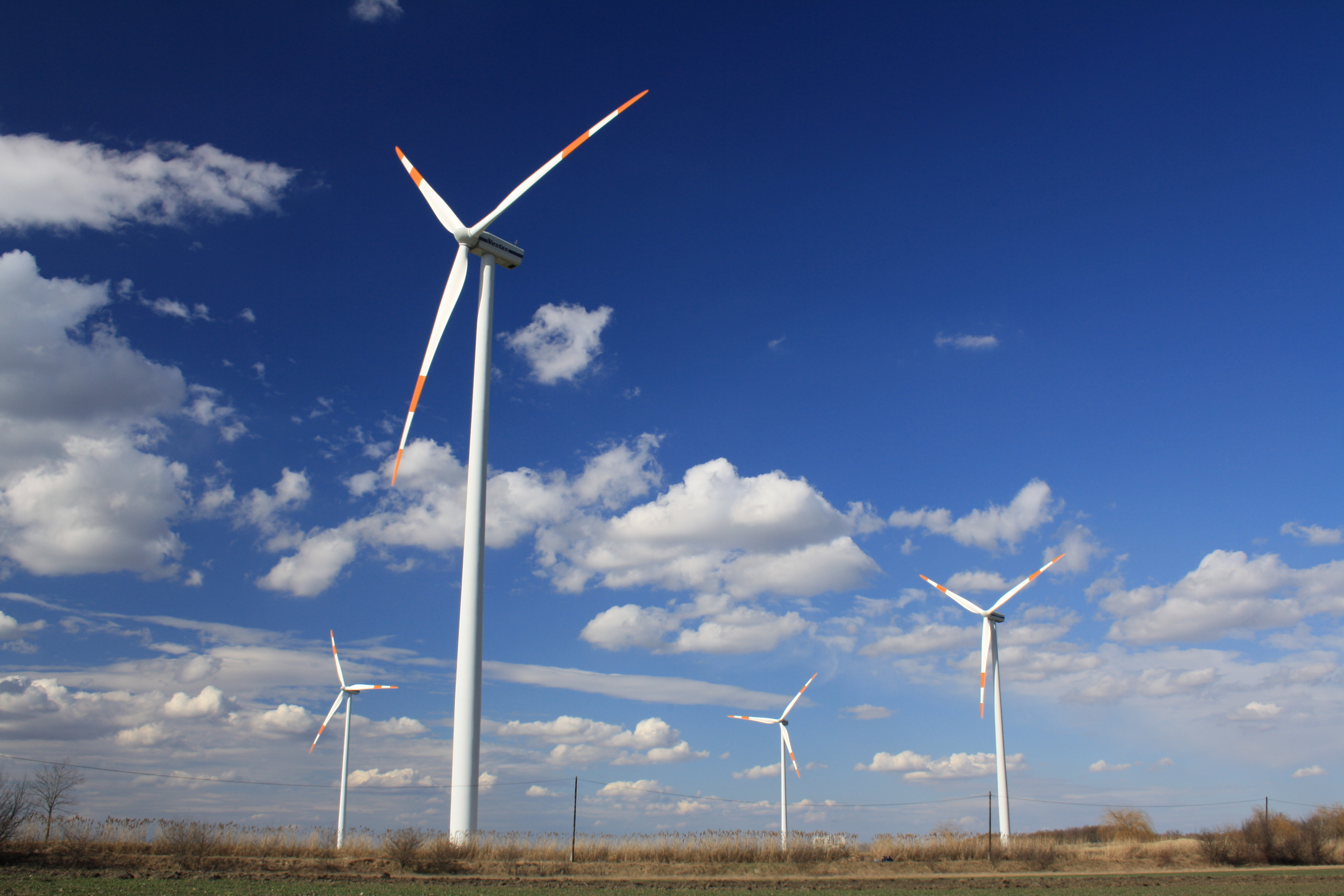
Větrné elektrárny

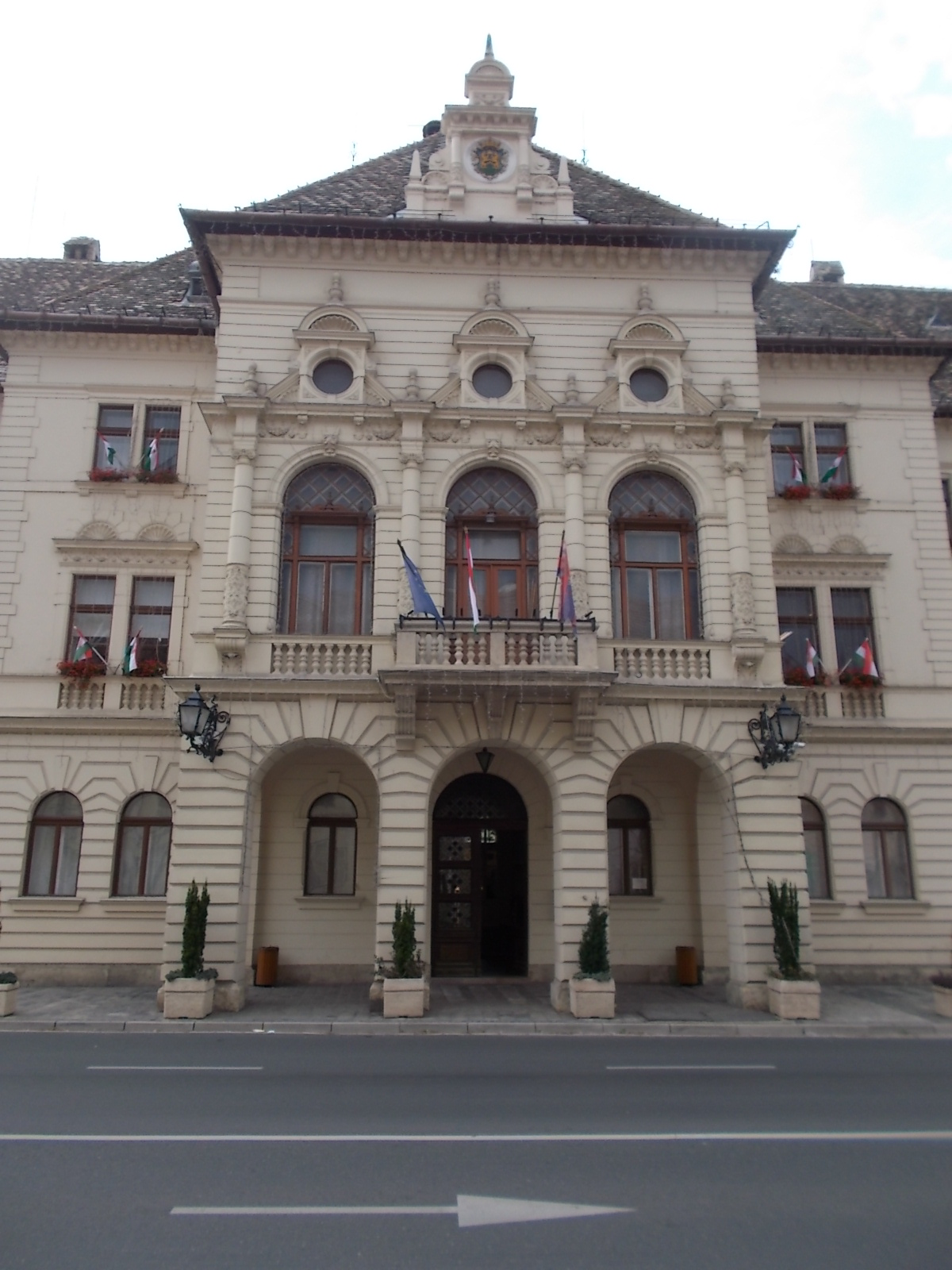
Budova radnice

Na jižním okraji města je železniční stanice na hlavní trati z Győru do blízkého uzlu Hegyeshalom (a odsud do Rakouska a na Slovensko). Hlavní průmyslové oblasti města jsou přímo napojeny na železniční síť, což odlehčuje již tak významnou silniční nákladní dopravu.
Souběžně se železnicí vede dálnice M1 (E60), spojující Budapešť s Vídní, odkud se západně od města odpojuje dálnice M15 (součást E65 a E75) na slovenskou Bratislavu (navazuje slovenská D2). Výhledově by okolo města měla vést i dálnice M86, která zajistí lepší napojení Mosonmagyaróváru na některá města v západním Maďarsku. 
Stará státní silnice č. 1 se centru města kříží se silnicí č. 15 směr Rajka a Bratislava a č. 86 směr Csorna a Szombathely (E65). V roce 2021 byl budován nákladem 6 miliard forintů jižní obchvat města. Je zde také síť cyklotras.
Městskou dopravu zde zajišťují autobusy. Vzhledem k existenci dvou původně oddělených měst a přítomnosti železniční stanice jen v jednom z nich, byl provoz autobusů zahájen v Mosonmagyaróváru již roku 1906.
V minulosti byl významný také nákladní přístav na Mošoňském Dunaji. Bývalá budova skladu obilí byla později přestavěna a dnes slouží jako restaurace.
Městem prochází evropská trasa EuroVelo, tzv. Dunajská cyklostezka.

## Školství
V Mosonmagyaróváru sídlí zemědělská fakulta Západomaďarské univerzity. Ta zde navázala na výzkumný ústav zemědělský, který zde založil Heinrich Wilhelm von Pabst již v roce 1850. Škola byla v souvislosti s rakousko-uherským vyrovnáním převedena pod uherskou vládu v Pešti. Kromě toho působí v Mosonmagyaróváru pět středních škol a sedm škol základních. Dvě z nich provozuje piaristický řád; piaristické gymnázium existovalo v Mošoni již v roce 1930.

## Zdravotnictví
V centrální části města stojí Karolinská nemocnice (maďarsky Karolina Kórház).

## Ostatní infrastruktura
Východně od Mosonmagyaróváru stojí rozhlasový vysílač. Vysílač středních vln, který pracuje na frekvenci 1116 kHz s výkonem 2,2 kW, využívá anténu umístěnou na stožár vysoký 106 metrů. 

## Osobnosti města
Narození v Magyaróváru/Ungarisch Altenburgu
- Alexander Bauer (1836–1921), rakouský chemik
- Ferenc Chalupetzky (1886–1951), maďarský šachista
- László Csiba (* 1949), maďarsko-německý spisovatel
- František Gaudentius Leopold Dettelbach, OFM (1739–1818), slovenský varhaník a hudební skladatel
- Carl Flesch (1873–1944), maďarsko-židovský houslista a hudební spisovatel, narozen v Mosonu/Wieselburgu
- Maximilian Reich (1882–1952), rakouský sportovní novinář, předseda Rakouského spolku amatérských boxerů
- Alfred Gesswein (1911–1983), rakouský básník a literát
- Johann Otto Haas (1906–1944), rakouský protinacistický odbojář
- Gottlieb Haberlandt (1854–1945), rakouský botanik
- Michael Haberlandt (1860–1940), rakouský folklorista a indolog
- Valentin Haecker (1864–1927), německý zoolog
- Nicholas J. Hoff (1906–1997), inženýr
- Richard Hönigswald (1875–1947), filosof
- Josef Kainz (1858–1910), rakouský herec, narozen v Mosonu/Wieselburgu
- Matej Kamenický (1734–1821) polský hudební skladatel slovenského původu, autor první polské opery
- Barbara Kopácsiová (* 1991), maďarská fotbalistka
- Ludwig Mühlhofer (1888–1978), rakouský inženýr vodních děl
- Katalin Pálingerová (* 1978), maďarská házenkářka
- Antal Pusztai (* 1978), maďarský klasický kytarista a jazzový hudebník
- Béla (Adalbert) Rabelbauer (* 1934), mezinárodně činný vorarlberský podnikatel
- Marianna Sastinová (* 1983), maďarská zápasnice, mistryně světa a Evropy
- Vilmos Totik (* 1954), matematik
- Carolus Antonius Franciscus Winter (1811–1873), obchodník, dobrodinec v Mosonu/Wieselburgu

Studenti a učitelé zemědělského institutu
- Friedrich Haberlandt (1826–1878), v letech 1848–1872 zde studoval, později pracoval jako pedagogický asistent
- Wenzel Hecke (1824–1900), v letech 1850–1872 zde studoval, docent
- Guido Krafft (1844–1907), v letech 1864–1870 absolvent, asistent
- Nikolaus Lenau (1802–1850), básník, krátce zde studoval v letech 1822–1823
- Matthias Meixner (1894–1977), maďarsko-rakouský zemědělec a politik, před rokem 1916 zde studoval
- Heinrich Wilhelm von Pabst (1798–1868), německý agronom, v letech 1850–1861 na Ministerstvu zemské kultury ve Vídni odpovědný za reorganizaci institutu
- Johann Pohl (1842–1913), rakouský agronom, studoval zde
- Georg von Schönerer (1842–1921), rakouský velkostatkář a politik, v letech 1863–1865 zde studoval
- Anton Tausche (1838–1898), český učitel, agronom a politik, v letech 1862–1864 zde studoval
- Anton von Wittmann (1771–1842), rakouský agroekonom, v roce 1818 první ředitel školy

Ostatní osobnosti spojené s městem
- Jean-Baptiste Champagny a Klemens Václav von Metternich, v Uherských Starých hradech (Ungarisch-Altenburg) vedli od srpna do září 1809 mírová jednání
- arcivévoda Bedřich Rakousko-Těšínský (1856–1936), rakousko-uherský polní maršál, v Magyaróváru strávil stáří, zde také zemřel a byl pochován (Habsburská hrobka ve farním kostele sv. Gottharda)
- Isabella von Croÿ (1856–1931), arcivévodkyně rakousko-těšínská, žila zde a byla pochována v Habsburské hrobce ve farním kostele sv. Gottharda
- Alexander Gießwein (1856–1923), maďarský duchovní, politik a odborný spisovatel, sloužil zde jako prelát farního kostela sv. Gottharda
- Johann Thullner (1880–1937), maďarsko-rakouský duchovní a politik, sloužil zde jako kaplan

## Partnerská města
- Hattersheim am Main, Německo
- Stockerau, Rakousko
- Arese, Itálie
- Hadsten, Dánsko
- Šamorín, Slovensko
- Senec, Slovensko
- Pezinok, Slovensko
- Olováry, Slovensko
- Piotrków Trybunalski, Polsko
- Berehovo, Ukrajina
- Neusiedl am See, Rakousko

## Galerie

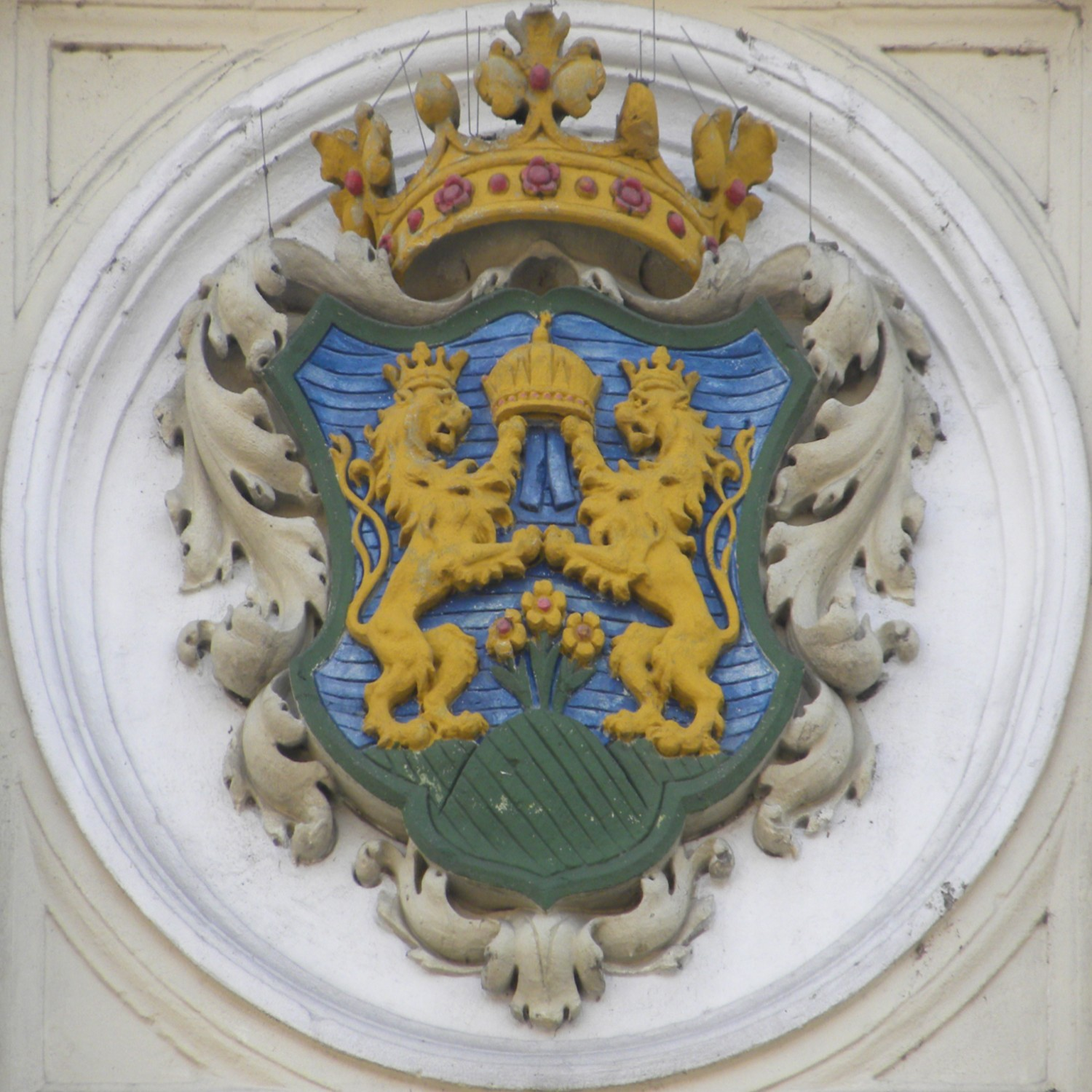
Znak Mošonské župy
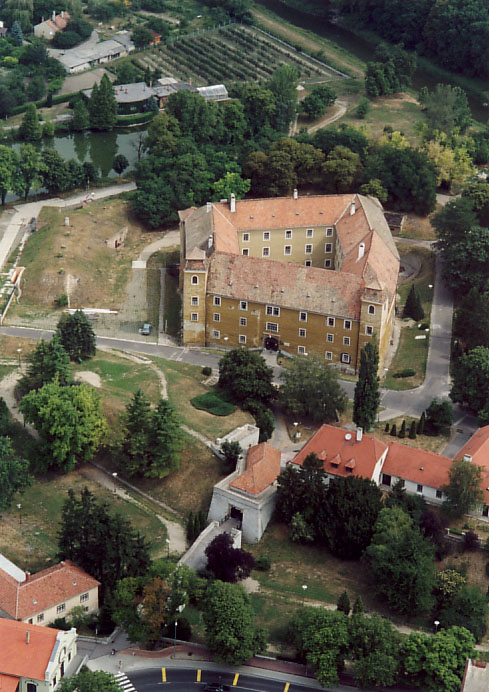
Óvár s hradem Mosonmagyaróvár
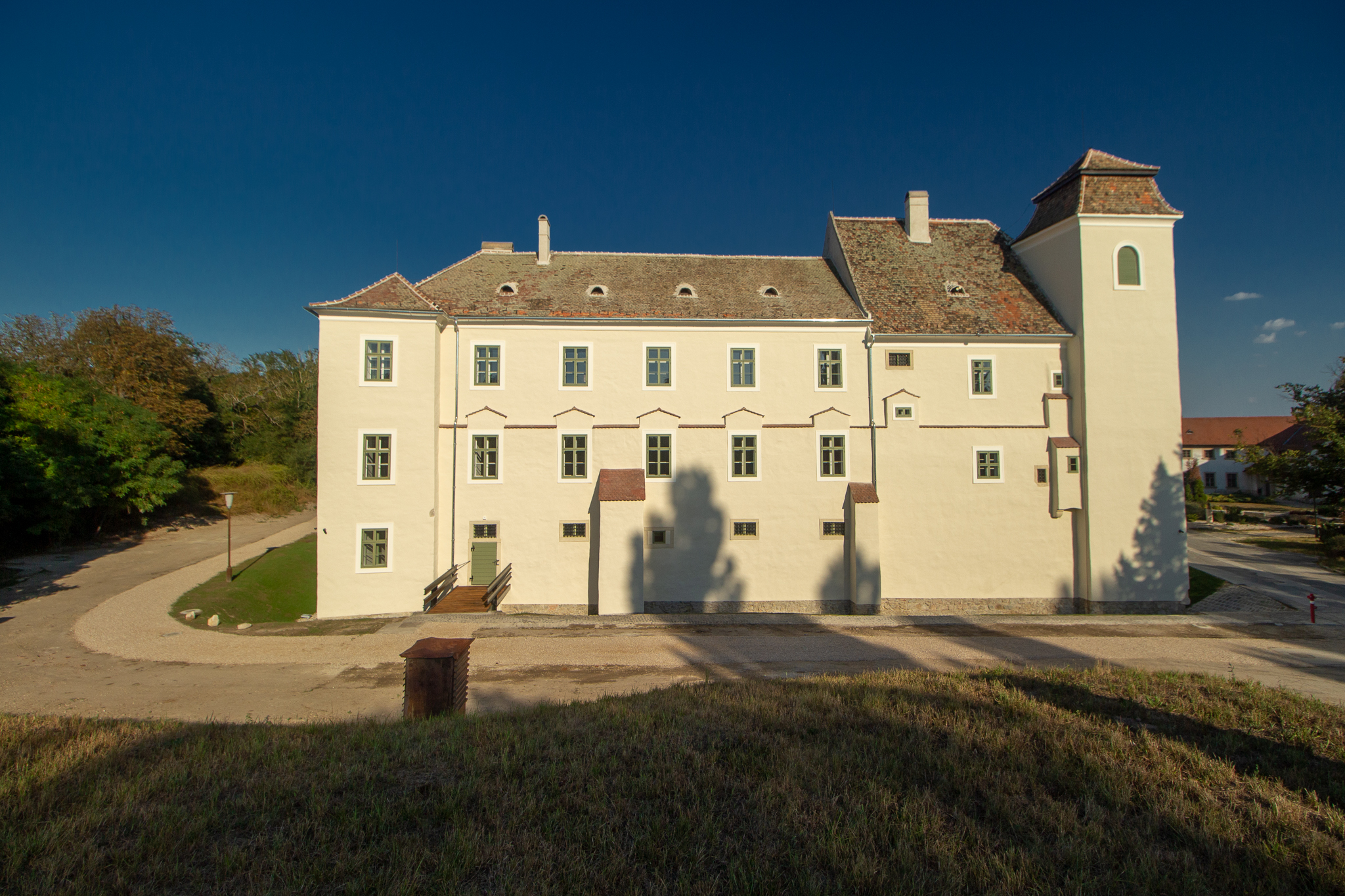
Hrad a zámek Mosonmagyaróvár
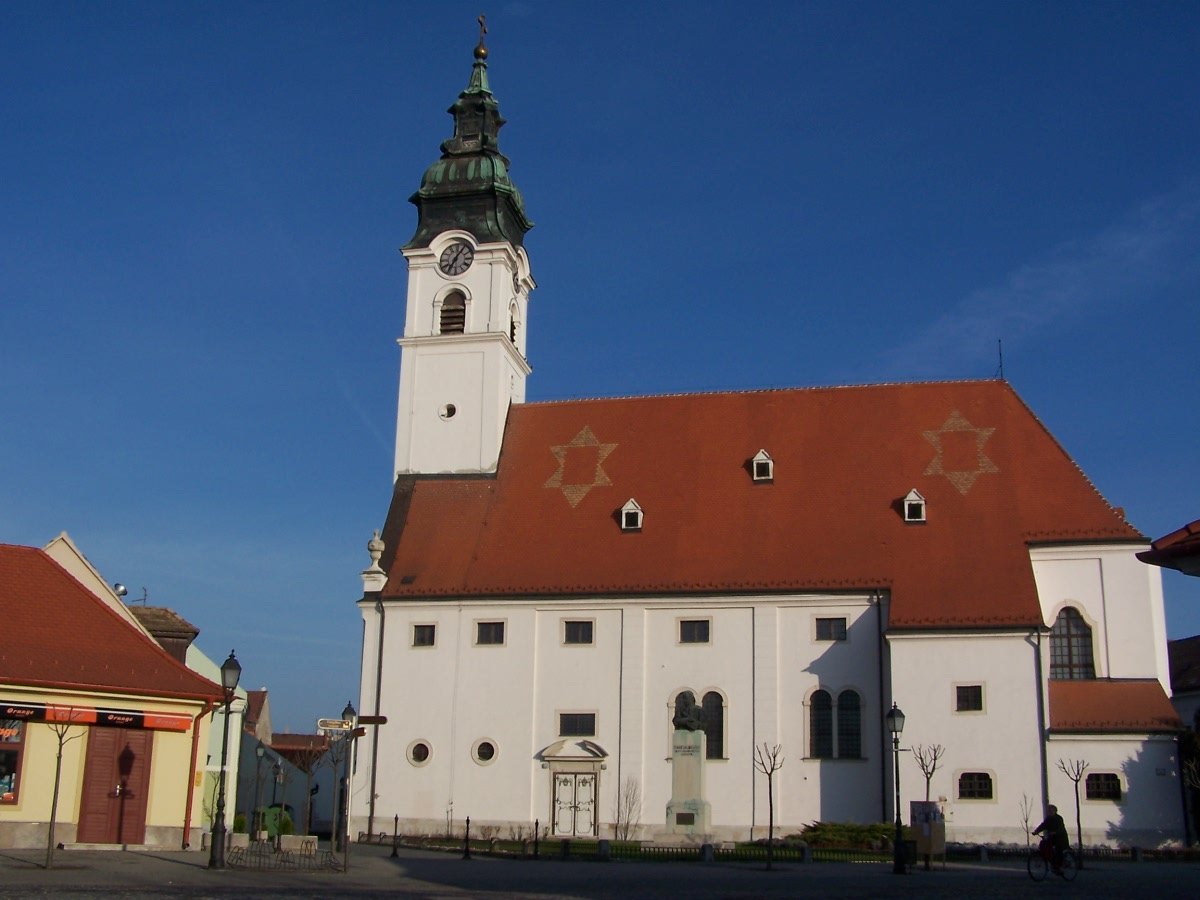
Farní kostel Panny Marie a sv. Gottharda v Óváru
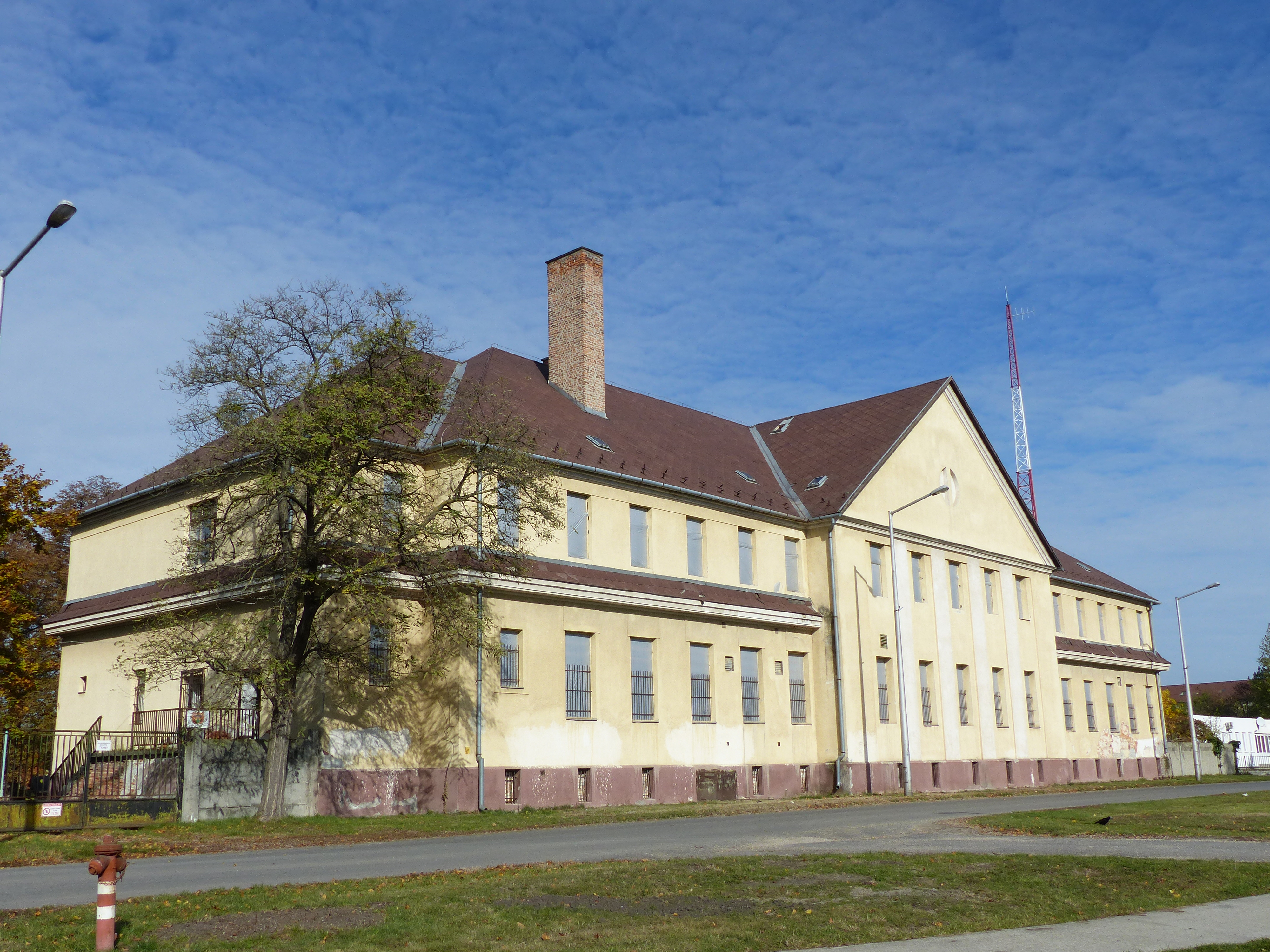
Kasárna pohraniční stráže
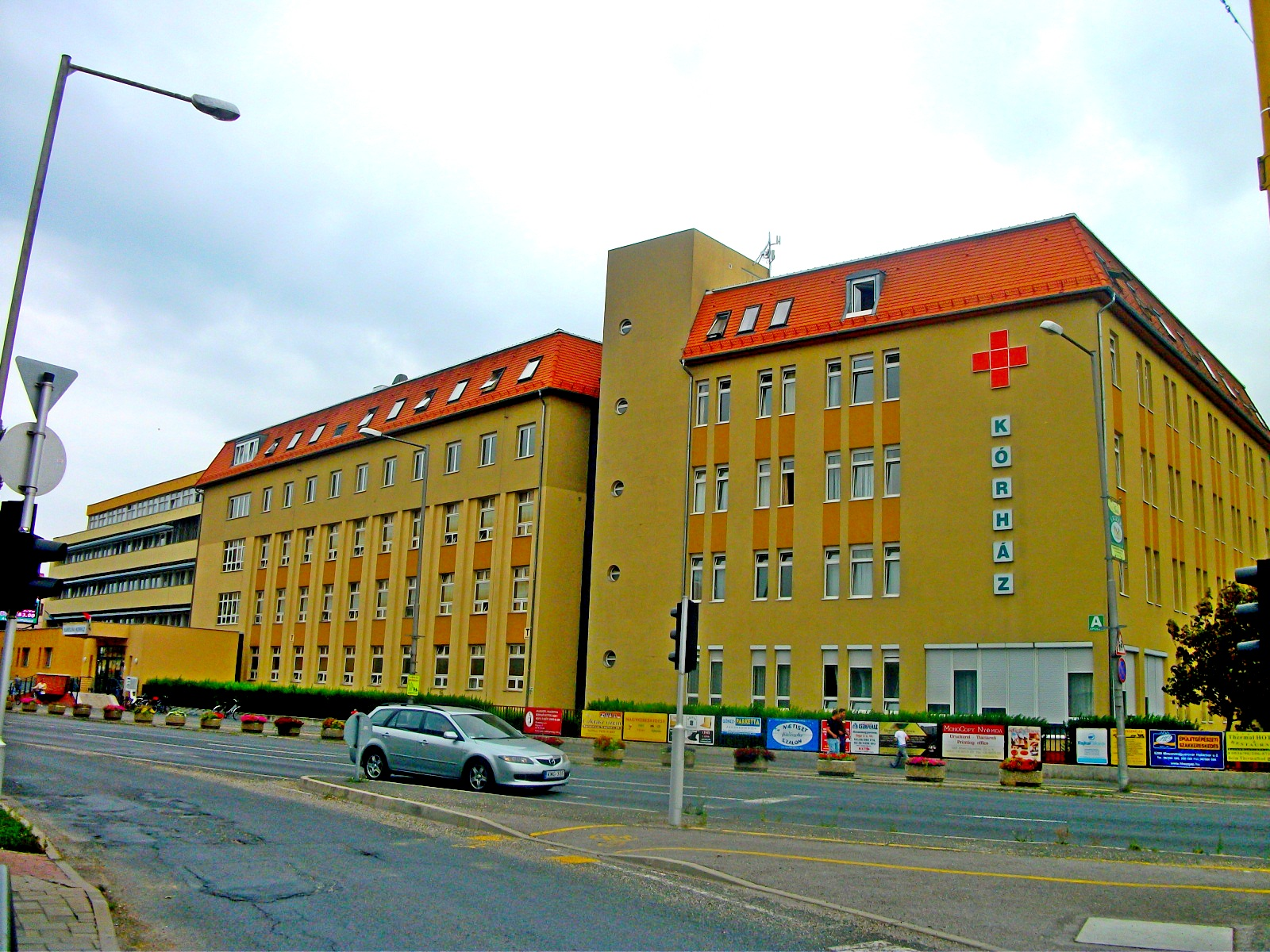
Nemocnice
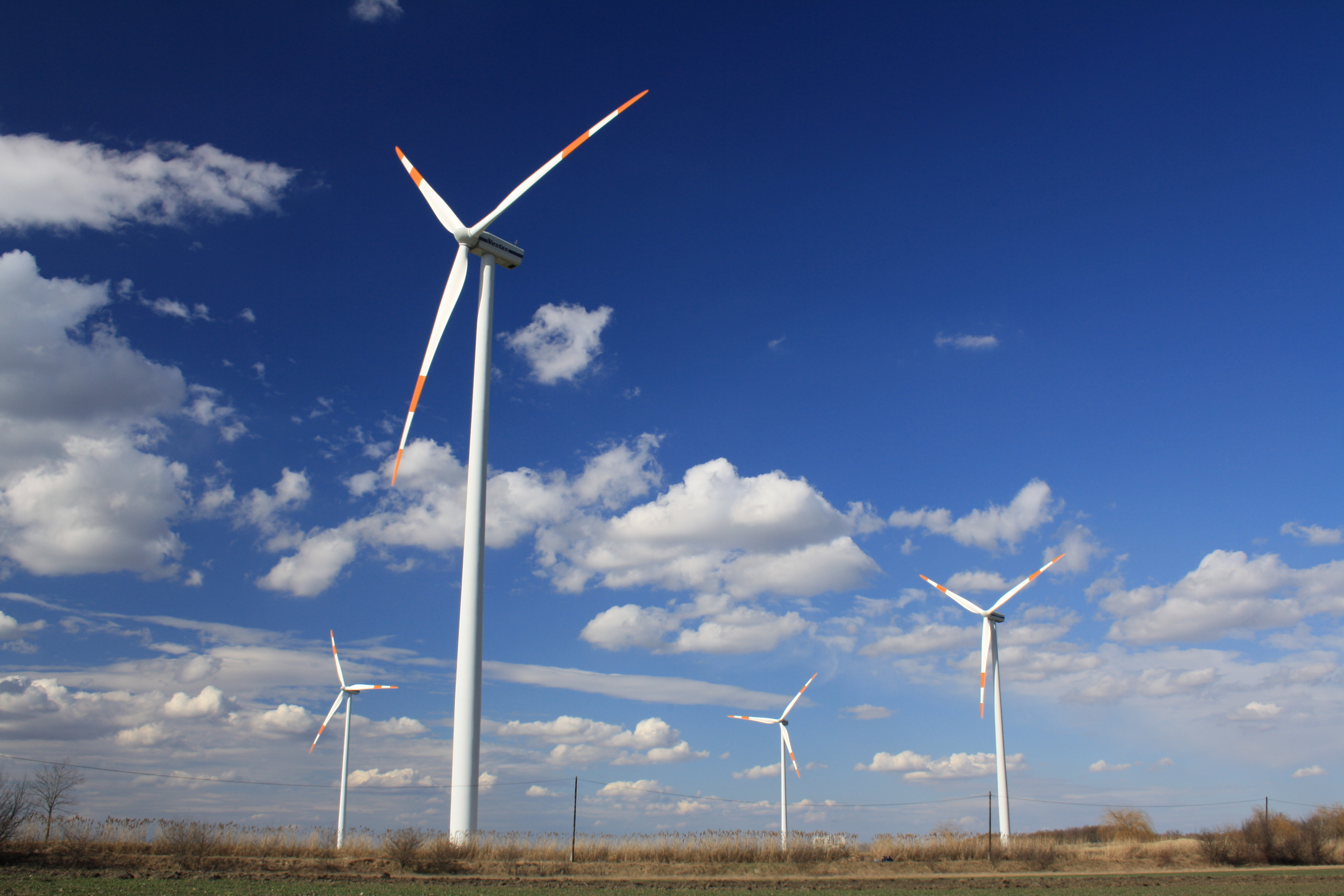
Větrná farma poblíž Mosonmagyaróváru
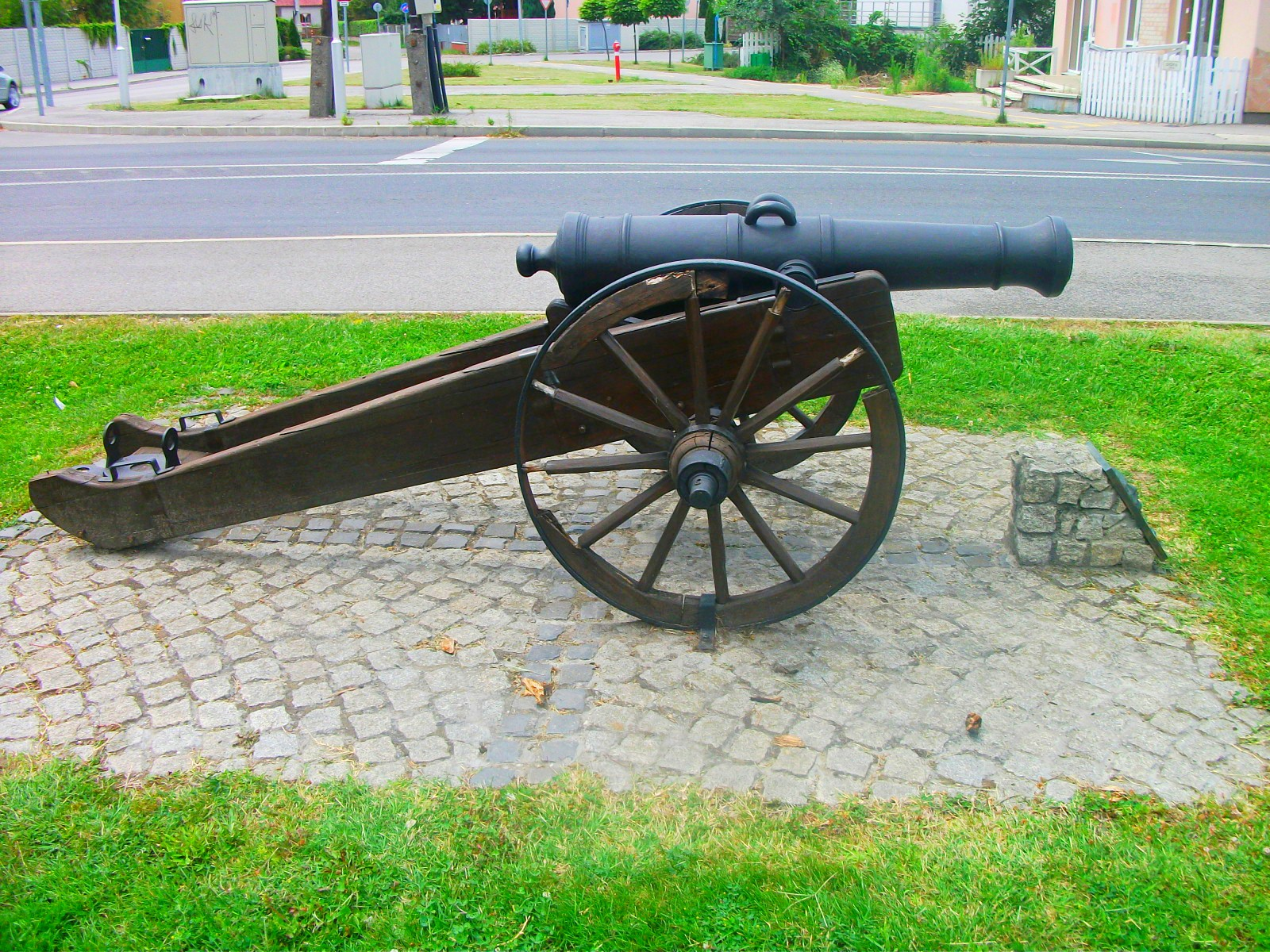
Dělo na ulici Szent István király út
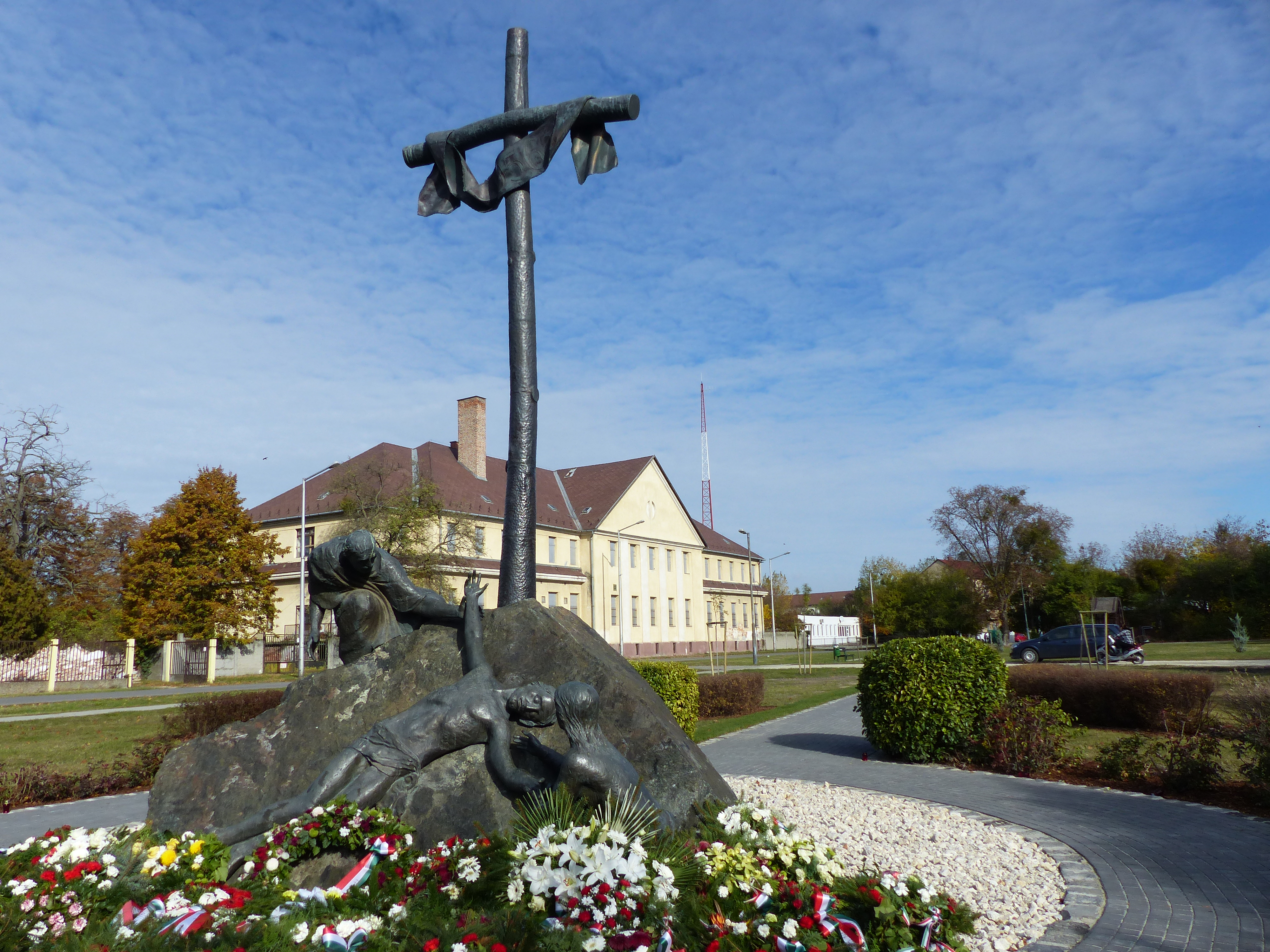
Památník událostí v roce 1956
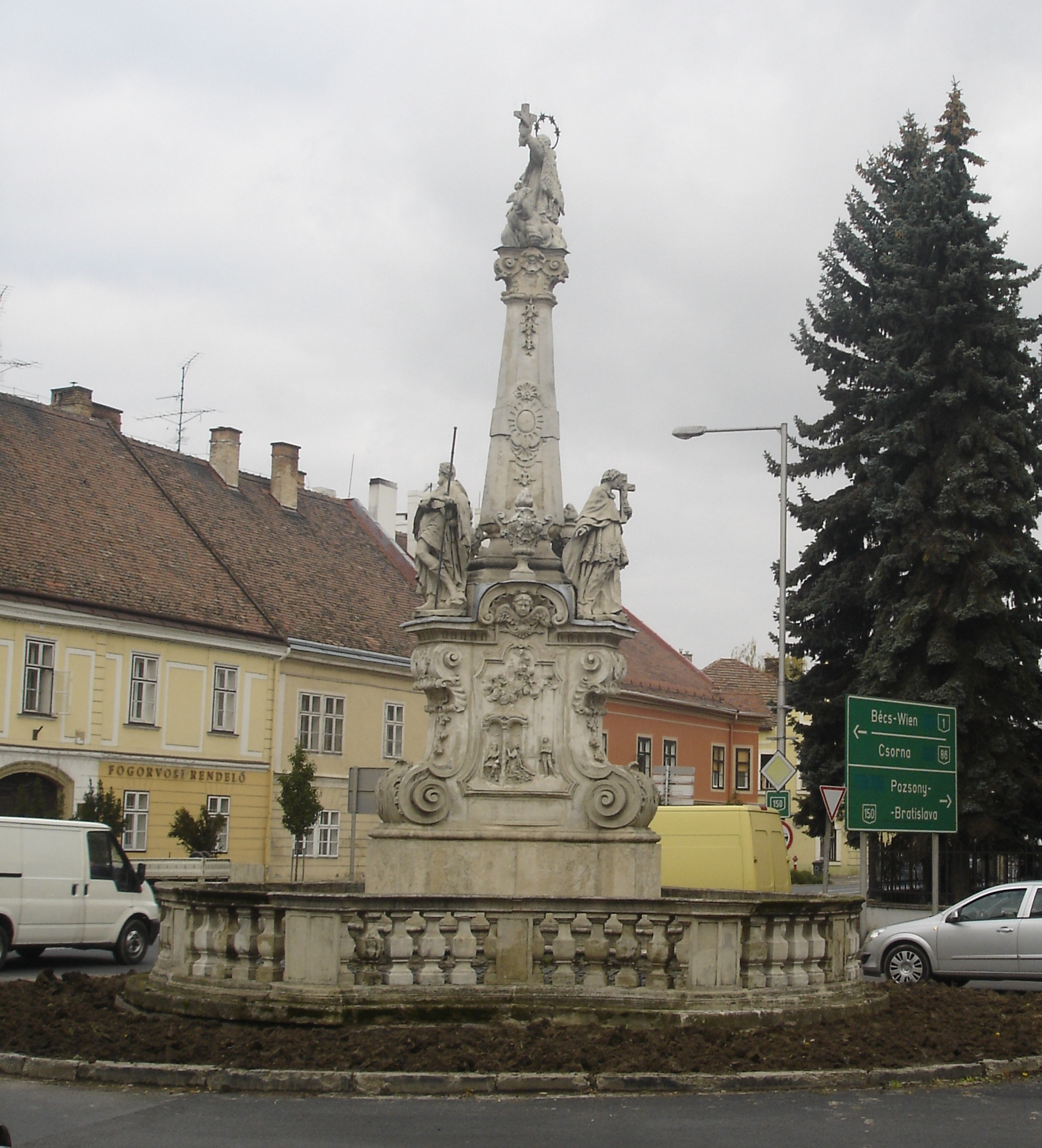
Sloup sv. Jana Nepomuckého z roku 1744 na náměstí Ference Deáka v Mošoni
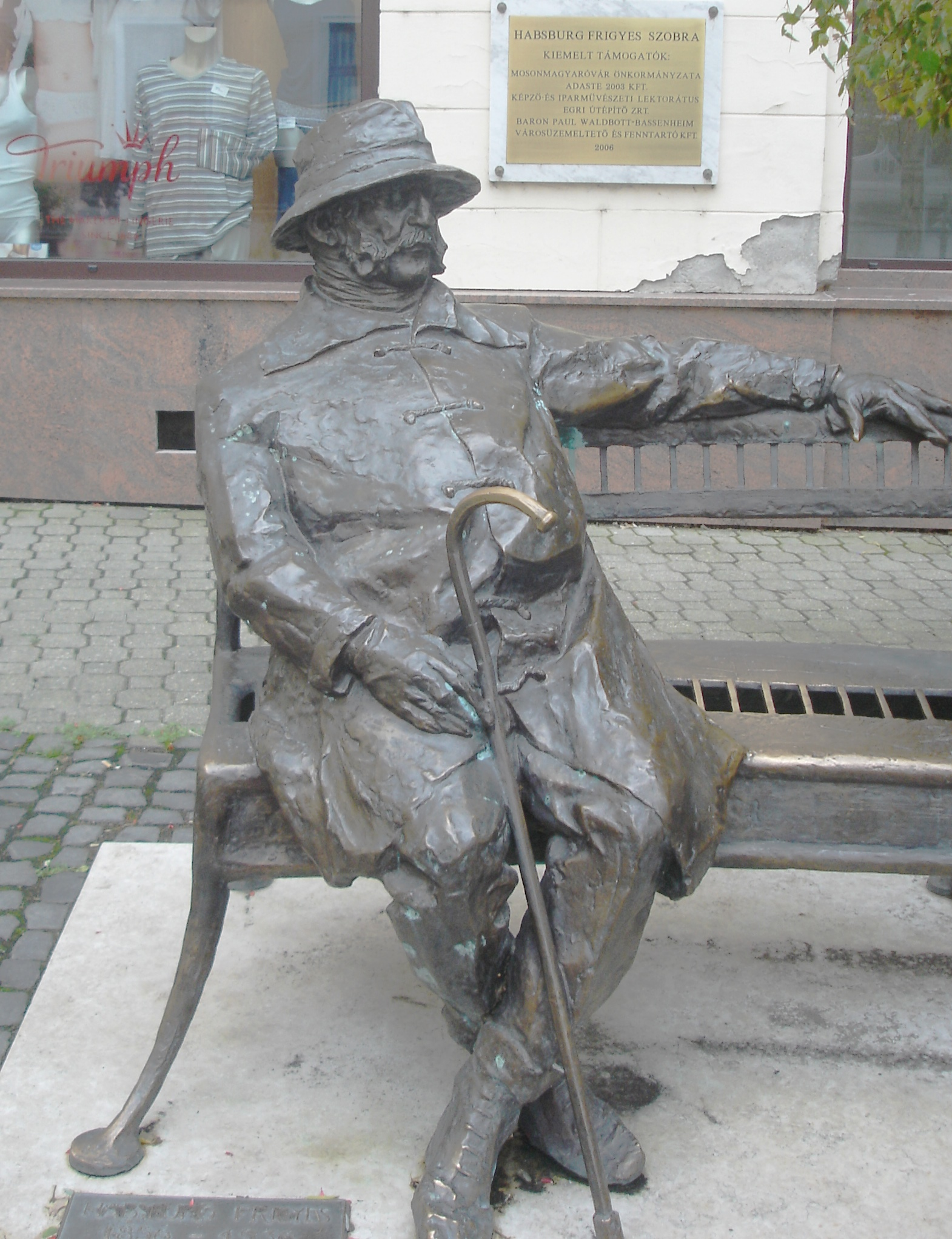
Socha Bedřicha Habsburského od Ivána Paulikovicse z roku 2006 na náměstí Ference Deáka v Mošoni